# Marian Stachowiak
Marian Stachowiak (ur. 1926, zm. 24 grudnia 1985 w Poznaniu) – działacz sportowy, wioślarz i popularyzator wioślarstwa, prezes Zarządu Wojewódzkiego TKKF w Poznaniu (1966–1972), wieloletni członek Centralnej Komisji Wyróżnień i Odznaczeń, prezes ogniska TKKF Orzeł w Poznaniu.
Pochodził z rodziny tramwajarskiej. Od stycznia 1945 ochotniczo w LWP. Bezpośrednio po II wojnie światowej walczył ze zbrojnym podziemiem w Polsce. Ukończył Szkołę Oficerów Politycznych w Łodzi, a potem studia na Wydziale Prawa Uniwersytetu Poznańskiego. Członek Komitetu Wojewódzkiego PZPR w Poznaniu. Asystent Zakładu Nauk Politycznych na Politechnice Poznańskiej i na AWF tamże. Od 1958 do 1969 dyrektor MHD Artykułów Włókienniczych i Odzieżowych, a od 1969 do 1982 dyrektor CZSP – Spółdzielczego Przedsiębiorstwa Zaopatrzenia i Handlu w Poznaniu. 
W 1952 jako działacz wioślarski na Olimpiadzie w Helsinkach (był wtedy wioślarzem klubu Spójnia Poznań). Organizator obchodów 10-lecia TKKF (1967). Został odznaczony Krzyżem Kawalerskim Orderu Odrodzenia Polski, Złotym Krzyżem Zasługi, Odznaką Honorową Miasta Poznania, odznaką honorową „Za Zasługi w Rozwoju Województwa Poznańskiego”, Zasłużony Działacz Kultury Fizycznej i Honorową Złotą Odznaką TKKF.